# Kotlariwka (obwód charkowski)
Kotlariwka (ukr. Котлярівка) – wieś na Ukrainie, w obwodzie charkowskim, w rejonie kupiańskim. W 2001 liczyła 255 mieszkańców, spośród których 237 posługiwało się językiem ukraińskim, 17 rosyjskim, a 1 białoruskim.